# Urgenč
Urgenč  (uzbeško Urganč/Урганч/ئۇرگەنج, rusko Ургенч, Urgenč, perzijsko گرگانج, Gorgånch/Gorgānč/Gorgânc/Gurgandž) je mesto v zahodnem Uzbekistanu in glavno mesto Horezemske regije. Mesto leži ob reki Sir Darja in kanalu Šavat. Od Buhare na drugi strani puščave Kizilkum je oddaljen 450 km. Zgodovina mesta se je začela v drugi polovici 19. stoletja, zato se ga ne sme zamenjati s Starim Urgenčem (ali Gurgenčem) z enakim imenom v Turkmenistanu. Stari Urgenč je bil zapuščen, ko je Amu Darja v 16. stoletju spremenila svoj tok in je ostal brez vode. Novi Urgenč so ustanovili Rusi v drugi polovici 19. stoletja na mestu stare trgovske postaje Hivskega kanata.
Sodobni Urgenč je mesto v sovjetskem slogu s številnimi zgradbami, okrašenimi z bombažnimi motivi. Zelo opazna sta spomenik dvajsetim komsomolcem, ki so jih ubili uporniki na bregu Sir Darje leta 1922, in velik kip perzijskega matematika, astronoma in geografa Al Hvarizmija iz 9. stoletja. Urgenč je glavno izhodišče za obisk Hive 35 m jugovzhodno od mesta. Stari del Hive, imenovan Itčan Kala, je kraj Unescove svetovne dediščine.
V Urgenču je bila leta 1936 rojena poljska pevka Anna German.
- Glavna tržnica Urgenča; modro-bela zgradba v ozadju "Gipermarket", največje mestno nakupovalno srevišče
- Prodajalec medu na glavni tržnici
- Al Horizmijev spomenik v Urgenču

## Sklica
1. ↑  »Viloyat bo`yicha shahar va qishloq aholisi soni« [Urban and rural population in the region] (PDF) (v uzbeščini). Xorazm regional department of statistics.
2. ↑  "Classification system of territorial units of the Republic of Uzbekistan" (uzbeško in rusko). The State Committee of the Republic of Uzbekistan on statistics. Julij 2020.